# Quận của tỉnh Rhône
2 quận của tỉnh Rhône gồm:
1. Quận Lyon, (tỉnh lỵ của tỉnh Rhône: Lyon) với 43 tổng và 162 xã. Dân số của quận này là 1.346.037 người năm 1990, 1.406.043 người năm 1999, tăng trưởng dân số là 4.46%.
2. Quận Villefranche-sur-Saône, (quận lỵ: Villefranche-sur-Saône) với 11 tổng và 131 xã. Dân số của quận này là 162.929 người năm 1990, và 172.826 người năm 1999, tăng trưởng dân số là 6.07%.